# Checupa
Checupa is een geslacht van vlinders van de familie uilen (Noctuidae), uit de onderfamilie Hadeninae.

## Soorten
- C. curvivena Prout, 1924
- C. equifortis Prout, 1924
- C. fortissima Moore, 1867